# Asplenium brunneo-viride
Asplenium brunneo-viride là một loài dương xỉ trong họ Aspleniaceae. Loài này được Jenman mô tả khoa học đầu tiên năm 1886.
Danh pháp khoa học của loài này chưa được làm sáng tỏ. 